# Meridià 18 a l'oest
El meridià 18 a l'oest de Greenwich és una línia de longitud que s'estén des del pol Nord travessant l'oceà Àrtic, Groenlàndia, l'oceà Atlàntic, Àfrica, l'oceà Antàrtic, i l'Antàrtida fins al pol Sud.
El meridià 18 a l'oest forma un cercle màxim amb el meridià 162 a l'est. Com tots els altres meridians, la seva longitud correspon a una semicircumferència terrestre, uns 20.003,932 km. Al nivell de l'Equador, és a una distància del meridià de Greenwich de 2.004 km.

## De Pol a Pol
Començant en el pol Nord i dirigint-se cap al pol Sud, aquest meridià travessa:
| Coordenades                             | País, territori o mar | Notes                                                           |
| --------------------------------------- | --------------------- | --------------------------------------------------------------- |
| 90° 0′ N, 18° 0′ O / 90.000°N,18.000°O  | Oceà Àrtic            |                                                                 |
| 82° 8′ N, 18° 0′ O / 82.133°N,18.000°O  | Groenlàndia           | Illa Prinsesse Margrethe, Illa Prinsesse Dagmar, i el continent |
| 79° 41′ N, 18° 0′ O / 79.683°N,18.000°O | Oceà Atlàntic         | Mar de Groenlàndia                                              |
| 78° 47′ N, 18° 0′ O / 78.783°N,18.000°O | Groenlàndia           | Illa Bourbon                                                    |
| 78° 44′ N, 18° 0′ O / 78.733°N,18.000°O | Oceà Atlàntic         | Mar de Groenlàndia                                              |
| 77° 46′ N, 18° 0′ O / 77.767°N,18.000°O | Groenlàndia           | Ile de France                                                   |
| 77° 37′ N, 18° 0′ O / 77.617°N,18.000°O | Oceà Atlàntic         | Mar de Groenlàndia                                              |
| 75° 24′ N, 18° 0′ O / 75.400°N,18.000°O | Groenlàndia           | Illa Shannon                                                    |
| 75° 1′ N, 18° 0′ O / 75.017°N,18.000°O  | Oceà Atlàntic         | Mar de Groenlàndia                                              |
| 66° 33′ N, 18° 0′ O / 66.550°N,18.000°O | Islàndia              | Illa de Grímsey                                                 |
| 66° 31′ N, 18° 0′ O / 66.517°N,18.000°O | Oceà Atlàntic         |                                                                 |
| 66° 9′ N, 18° 0′ O / 66.150°N,18.000°O  | Islàndia              |                                                                 |
| 63° 31′ N, 18° 0′ O / 63.517°N,18.000°O | Oceà Atlàntic         |                                                                 |
| 28° 46′ N, 18° 0′ O / 28.767°N,18.000°O | Espanya               | Illa de La Palma                                                |
| 28° 45′ N, 18° 0′ O / 28.750°N,18.000°O | Oceà Atlàntic         |                                                                 |
| 27° 48′ N, 18° 0′ O / 27.800°N,18.000°O | Espanya               | Illa d'El Hierro                                                |
| 27° 38′ N, 18° 0′ O / 27.633°N,18.000°O | Oceà Atlàntic         |                                                                 |
| 60° 0′ S, 18° 0′ O / 60.000°S,18.000°O  | Oceà Antàrtic         |                                                                 |
| 72° 32′ S, 18° 0′ O / 72.533°S,18.000°O | Antàrtida             | Terra de la Reina Maud — reclamada per Noruega                  |